# William John Young

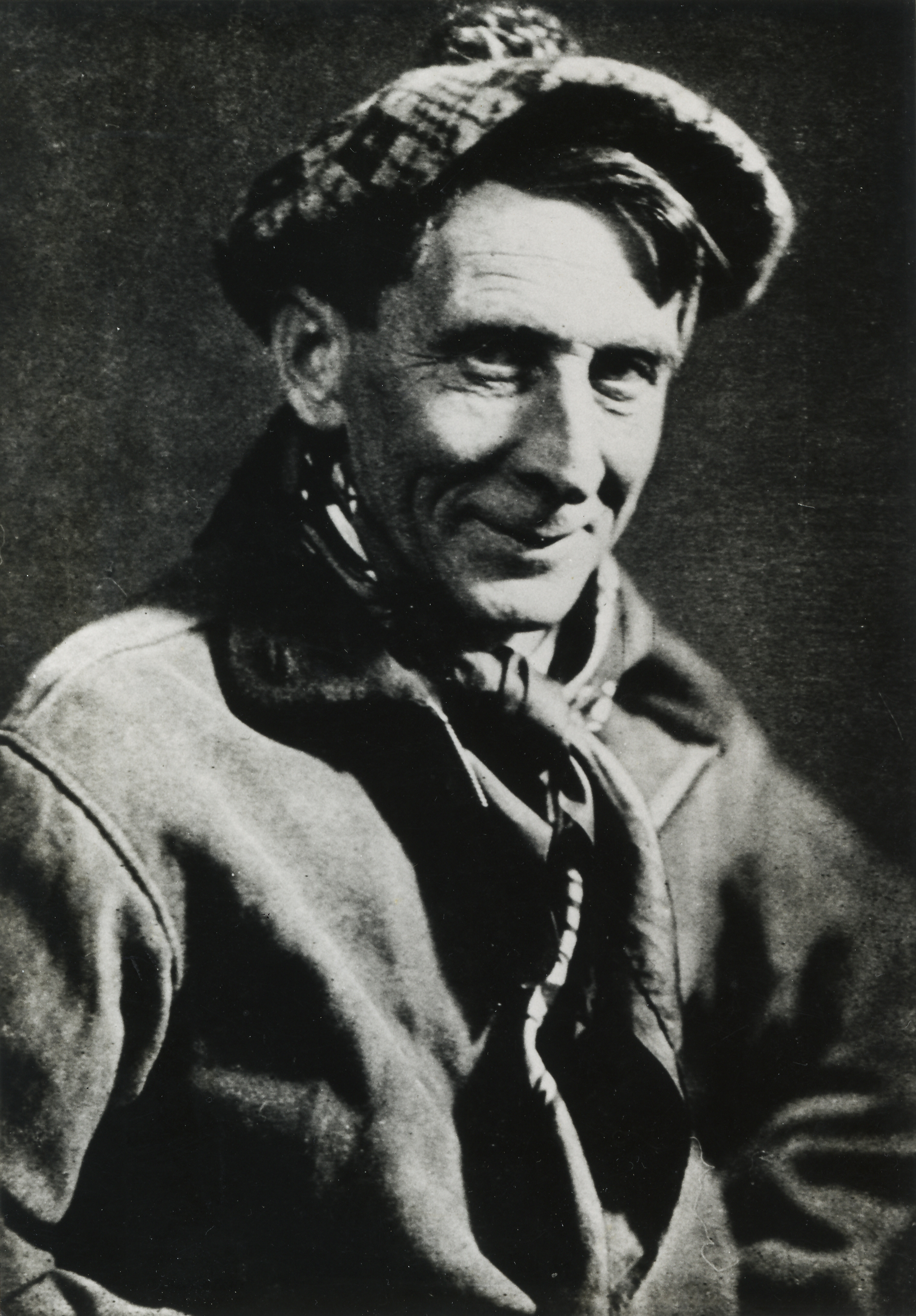
William John Young

William John Young (* 26. Januar 1878 in Manchester; † 14. Mai 1942) war ein britisch-australischer Biochemiker.

## Leben
Young schloss sein Studium an der University of Manchester mit einem Master  ab und war von 1902 bis 1912 Assistent des Nobelpreisträgers Arthur Harden am Lister-Institut in London. Dabei erwarb er 1910 den D. Sc. an der Universität London, war 1913 bis 1919 am Australian Institute of Tropical Medicine in Townsville und war danach an der University of Melbourne, an der er ab 1920 Lecturer, 1924 Associate Professor und 1938 Professor für Biochemie war.
In seiner Zeit in London untersuchte er zusammen mit Harden die alkoholische Gärung und die dabei beteiligten Enzyme. Dabei fanden sie das Prinzip der Phosphorylierung. In Australien befasste er sich mit Lebensmittelkonservierung durch Kühlung, Biochemie von Blut und Melanin.